# Рэйлз, Эмили Вэй
Эмили Вэй Рэйлз (англ. Emily Wei Rales, род. 1976, Ванкувер, Британская Колумбия) — канадско-американская куратор и историк искусства. Она является директором Гленстоуна, художественного музея в Потомаке, штат Мэриленд, который она основала вместе со своим мужем, американским бизнесменом Митчеллом Рэйлзом. 

## Ранние годы
Рэйлз (урождённая Эмили Вэй) родилась в 1976 году в Ванкувере, Британская Колумбия, в семье китайских иммигрантов. Она заинтересовалась искусством во время учёбы в колледже Уэллсли в Уэллсли, штат Массачусетс, и в конечном итоге окончила его, получив степень по истории искусств и китаеведению.

## Карьера
Карьера Рэйлз в сфере искусства началась с позиции стажёра в Музее Соломона Р. Гуггенхайма в Нью-Йорке. Затем Эмили Рэйлз работала в галерее Барбары Глэдстоун и галерее J.J. Lally & Co в Нью-Йорке, где специализировалась на китайских древностях. Рэйлз также руководила небольшой некоммерческой организацией под названием «Hudson Clearing», которая организовывала небольшие выставки во временных помещениях.

## Личная жизнь
В 2005 году Рэйлз познакомилась с американским бизнесменом Митчеллом Рэйлзом и вскоре начала на него работать. Они поженились в 2008 году и проживают в Гленстоуне в Потомаке, штат Мэриленд. Она является директором некоммерческого Фонда современного искусства. Пара подписала Клятву дарения в 2019 году.